# Rypobius minutus
Rypobius minutus är en skalbaggsart som beskrevs av Thomas Casey 1900. Rypobius minutus ingår i släktet Rypobius och familjen punktbaggar. Inga underarter finns listade i Catalogue of Life.